# VSATシステム
VSATシステム （Very Small Aperture Terminal）システムは、通信衛星を介する双方向通信システムのひとつであり、通信衛星と通信制御を行うVSAT制御地球局（親局:HUB局）、各地に置かれるVSAT地球局（子局:VSAT）および公衆電気通信回線網により、ネットワークが構成される。衛星通信端末装置が小型であることからこの名前がある。主に電話やデータ通信に用いられる。
通信の形態により、スター型VSATシステム、DAMA（Demand Assignment Multiple Access）型フルメッシュVSATシステム、TDMA（Time Division Multiple Access）型フルメッシュVSATシステムの3つに大別される。
スター型VSATシステムは、送受信号が常時、HUB局を経由するタイプで、VSATからHUB局、公衆電気通信回線網、ユーザー端末という経路のシステムである。VSATの通信の相手方はHUB局のみであるため、使用するアンテナは小口径のものでよく、VSATは特に小型である。主に銀行などの小容量データ通信に使われる。
DAMA型フルメッシュVSATシステムは、VSATからの電話呼び出し信号をHUB局が受信、VSAT同士の電話回線を逐次開設するタイプのものである。VSATのアンテナ口径はスター型VSATシステムのものよりもやや大きくなる。
TDMA型フルメッシュVSATシステムは、HUB局のクロックにより同一周波帯域を全てのVSATが時分割で使用するタイプのものである。VSATのアンテナ口径はトータルの回線容量に比例する。VSAT単局当たりの回線数はDAMA型フルメッシュVSATシステムよりも多く取ることができる。

## 無線局としてのVSAT
総務省令電波法施行規則第15条の2第3項に「VSAT地球局」を「電気通信業務を行うことを目的とする地球局（設備規則第54条の3第1項又は第2項において無線設備の条件が定められている地球局に限る。）」と規定
している。設備規則とは無線設備規則のことで第54条の3は「他の一の地球局によつてその送信の制御が行われる小規模地球局」である。また、「VSAT制御地球局」は電波法施行規則第38条第3項に「当該VSAT地球局の送信の制御を行う他の一の地球局」と規定している。
引用の促音の表記は原文ママ
特定無線局を規定する電波法施行規則第15条の2には、第1項第3号に「電気通信業務用VSAT地球局」がある。
特定無線局とは複数の無線設備を包括して免許される制度であり、免許人は電気通信事業者となるので、携帯電話端末と同様に利用者は免許を意識することなく使用できる。
無線局の操作に無線従事者を不要とする「簡易な操作」を規定する電波法施行規則第33条には、
- 第2号に「特定無線局（中略）の無線設備の通信操作及び当該無線設備の外部の転換装置で電波の質に影響を及ぼさないものの技術操作
- 第4号に「無線局（特定無線局に該当するものを除く。）の無線設備の通信操作」があり、(1)に「陸上に開設した無線局（後略）」
- 第7号に「無線設備の外部の転換装置で電波の質に影響を及ぼさないものの技術操作で他の無線局の無線従事者（中略）に管理されるもの」があり、(5)に「当該VSAT地球局の送信の制御を行う他の一の地球局」

と規定している。
これによりVSAT地球局には、特定無線局として免許されていれば第2号により、免許されていなくとも第4号および第7号により、無線従事者免許証は不要である。VSAT地球局はまた電波法施行規則第41条の2の6第15号により定期検査は行われない。これらは携帯電話端末やMCA無線と同様である。
上述のように地上波による携帯電話やMCA無線と類似した面も多く、利用者から見れば免許人の条件を別にすれば衛星電話よりはMCA無線に近いといえる。